# Hermann Heinrich Gossen
Hermann („Armand“) Heinrich Gossen (* 7. September 1810 in Düren; † 13. Februar 1858 in Köln) war ein preußischer Jurist, Königlich preußischer Regierungs-Assessor, der mit seinem Buch Entwickelung der Gesetze des menschlichen Verkehrs, und der daraus fließenden Regeln für menschliches Handeln den Begriffen Wert, Preis und Nutzen eine revolutionär neue Bedeutung gab. Er ist der wichtigste Vorläufer der Grenznutzenschule, welche die klassische Ökonomik in der zweiten Hälfte des 19. Jahrhunderts ablöste.

## Leben
Gossens war ein Sohn des Steuereinnehmers Georg Joseph Gossen (* 15. Dezember 1780 in Düren; † 7. Oktober 1847 in Köln) und dessen Ehefrau Maria Anna Mechthildis geb. Scholl (* 22. Februar 1768 in Aachen; † 29. Juni 1833 in Muffendorf) im Arrondissement d’Aix-la-Chapelle. Schon sein Großvater war in Düren kurfürstlicher Steuereinnehmer gewesen. Der Franzosenzeit verdankte Hermann auch seinen französisierten Rufnamen Armand. Die Eltern verzogen 1824 nach Köln und im Jahr darauf nach Muffendorf bei Bonn, um dort das Gut Muffendorf, den heutigen Siegburger Hof, zu bewirtschaften. Gossen besuchte in Bonn das Königliche Gymnasium, aus dem das Beethoven-Gymnasium Bonn hervorging.
Gossen immatrikulierte sich am 18. Dezember 1829 zunächst als stud. cam. an der Bonner Universität, an der er – seit dem Wintersemester 1830/31 als stud jur. et cam. – drei Semester studierte. Er wurde Mitglied des Corps Rhenania Bonn. Nach einem Semester an der Berliner Universität, in dem er als stud. jur. immatrikuliert war, aber vor allem bei Friedrich Carl von Savigny und Johann Gottfried Hoffmann hörte, kehrte er im Wintersemester 1831/32 zurück an die Universität Bonn, wo er bis zum Sommersemester 1834 blieb. Die Wahl des Jurastudiums entsprach weniger seiner Neigung als dem Wunsch des Vaters, der ihn für eine preußische Beamtenkarriere vorgesehen hatte. Seine eigentlichen Interessen waren die Mathematik und die Musik. Im Jahr 1834 wurde er Regierungsreferendar in Köln, 1844 Regierungsassessor in Magdeburg und 1845 in Erfurt. Als sein Vater 1847 starb, schied er aus dem ungeliebten Staatsdienst aus. Nach einer kurzen Zeit in Berlin, in der er die mathematischen Grundlagen für verschiedene Versicherungsformen erarbeitete, ließ er sich als Versicherungsdirektor in Köln nieder. Seinen Versicherungen gegen Hagel und Viehtod war allerdings nicht der erhoffte Erfolg beschieden. Seit dieser Zeit lebte er bis an sein Lebensende in Köln. Der spätere Kölner Regierungspräsident Franz Heinrich Gossen war sein Onkel.

## Werk
In seinem Buch Entwickelung der Gesetze des menschlichen Verkehrs, und der daraus fließenden Regeln für menschliches Handeln, das 1854 in Braunschweig erschien, legte er mit mathematischen Methoden seine Theorien zum Grenznutzen dar und formulierte die zwei Gossenschen Gesetze, mit denen er die Grenznutzenschule und damit die Neoklassische Theorie vorbereitete.
Zu damaliger Zeit war die mathematische Betrachtung ökonomischer Zusammenhänge nicht üblich. Wohl wegen seiner Komplexität fand sein Buch zu seinen Lebzeiten keine Anhängerschaft. Es galt nach Gossens Tod lange als verschollen. Es ist heute in nur wenigen Exemplaren erhalten. Dennoch muss Gossen um die Bedeutung seiner Idee gewusst haben; er verglich sie sogar mit den Kopernikanischen Wende.
Nach 1870 erschienen fast zeitgleich Werke von Léon Walras, Carl Menger und William Stanley Jevons, die ebenfalls die Grenznutzentheorie vorstellten. Während man sich noch darum stritt, wer sie zuerst entdeckt hatte, gelang es einem Kollegen von Jevons herauszufinden, dass tatsächlich Gossen der erste gewesen war. Man erkannte Gossens Leistung an und machte sie durch eine geringere Mathematisierung verständlicher. Indem die Leistungen Gossens erst Jahrzehnte nach seinem Tod bekannt wurden, war über seine Lebensgeschichte zunächst wenig bekannt. Léon Walras fand in Gossens Neffen, Hermann Kortum, den nächsten noch lebenden Verwandten und veröffentlichte dessen Angaben 1885 im Journal des économistes. Der diesbezügliche Schriftwechsel wurde 1965 von William Jaffé publiziert.
Eine detaillierte Auswertung von primären Quellen wurde erst 1931 von dem  Gießener Doktoranden Karl Robert Blum vorgenommen.

## Ehrungen
Die Stadt Düren brachte zur Erinnerung an Gossen an der Stelle seines kriegszerstörten Geburtshauses am Haus Steinweg 9 eine Gedenktafel an und benannte 1970 eine Straße nach ihm (siehe Plaketten und Denkmäler an Häusern in Düren). Auch die Stadt Köln ehrte ihn durch Benennung der Hermann-Heinrich-Gossen-Straße im Stadtteil Marsdorf. Seit 1997 wird vom Verein für Socialpolitik, der Gesellschaft für Wirtschafts- und Sozialwissenschaften, jährlich der Hermann-Heinrich-Gossen-Preis an Wirtschaftswissenschaftler aus dem deutschen Sprachraum verliehen, die mit ihren Arbeiten internationales Ansehen gewonnen haben. Er ist mit 10.000 Euro dotiert.

## Schriften
- Entwickelung der Gesetze des menschlichen Verkehrs, und der daraus fließenden Regeln für menschliches Handeln. Friedrich Vieweg & Sohn, Braunschweig 1854 (Digitalisat)